# Minibiotus pseudofurcatus
Minibiotus pseudofurcatus är en djurart som tillhör fylumet trögkrypare, och som först beskrevs av Giovanni Pilato 1972.  Minibiotus pseudofurcatus ingår i släktet Minibiotus och familjen Macrobiotidae. Inga underarter finns listade i Catalogue of Life.